# Charles Van Meer
Pour les articles homonymes, voir Meer.
Charles Van Meer, né à Audregnies, Belgique, le 3 avril 1819 et mort à Schaerbeek le 31 octobre 1865, est un peintre belge, connu pour ses scènes de genre, ses intérieurs, et ses natures mortes.
Au Salon de Bruxelles de 1848, il obtient une médaille de vermeil. La Royal Collection britannique conserve une de ses scènes de genre : Intérieur de cuisine. Quatre de ses toiles sont envoyées à l'Exposition universelle de 1855 à Paris, dont l'une, Les Fumeurs, est acquise par l'impératrice Eugénie pour le palais des Tuileries.

## Biographie

### Famille
Charles (Maximilien Charles Joseph) Van Meer, né à Audregnies, section de Quiévrain, en Belgique, le 3 avril 1819, est le fils de Nicolas Adolphe Van Meer (1783), fabricant de tabac, et de Marie Amélie Jeannette Deschede (1799), brodeuse. 

### Carrière
Charles Van Meer, établi rue de la Poste à Schaerbeek, expose, pour la première fois à un salon triennal belge, au Salon d'Anvers de 1843. Le prince Albert de Saxe-Cobourg-Gotha, mari de la reine Victoria, y admire la scène de genre : Intérieur de cuisine. Il acquiert la toile afin de l'offrir à la reine qui juge l'œuvre superbe. Depuis lors, la Royal Collection britannique conserve le tableau. 
Il obtient une médaille de vermeil au Salon de Bruxelles de 1848 pour Le Marchand de gibier. 
Charles Van Meer envoie quatre toiles à l'Exposition universelle de 1855 à Paris. L'impératrice des Français Eugénie acquiert l'une d'elles : Les Fumeurs, afin de décorer ses appartements au palais des Tuileries.
Il meurt, célibataire, après une longue et douloureuse maladie, à l'âge de 47 ans, chez lui rue Verte no 154 à Schaerbeek, le 31 octobre 1865.

## Œuvre

### Caractéristiques

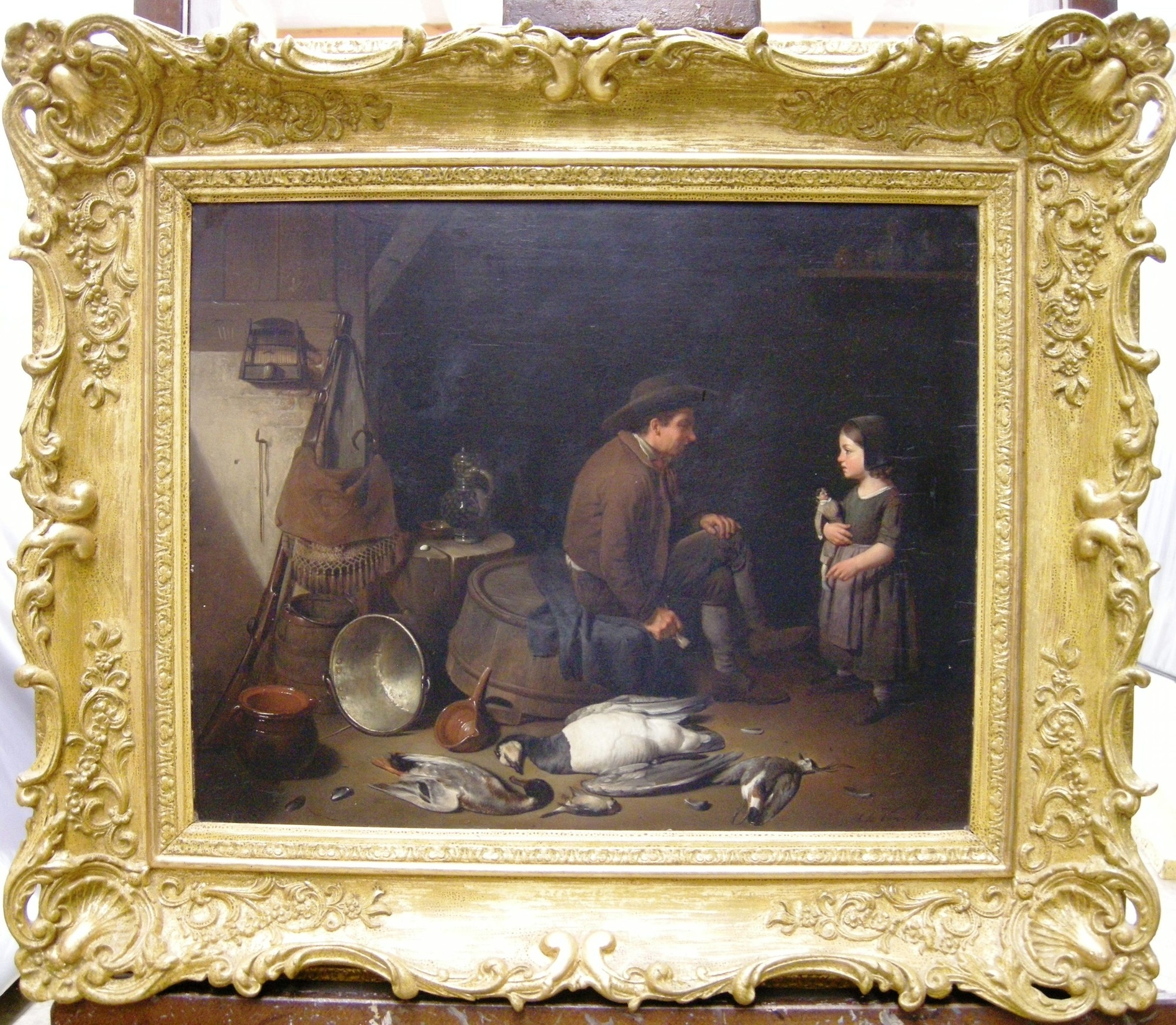
Intérieur de cuisine (1843), Royal Collection.

Son champ pictural couvre les scènes de genre, les intérieurs, et les natures mortes. Sa scène de genre Intérieur de cuisine de 1843 est inspirée par les maîtres hollandais du XVIIe siècle tels que Jan Steen et Adriaen van Ostade, la représentation minutieuse de la marmite en métal et d'autres objets a séduit le couple royal britannique, notamment grâce au caractère récit subtil de la vie de famille représenté. La jeune fille, une poupée sous le bras, s'adresse à son père, assis sur une baignoire en bois renversée ; elle pointe timidement du doigt des oiseaux morts au premier plan. Un pistolet est appuyé contre le mur et divers pots en terre cuite et autres récipients sont posés sur le sol. Une scène de genre similaire, due au pinceau de Charles Van Meer, intitulée Le Garde-manger, léguée par la reine Victoria à sa fille, la princesse Helena, à sa mort en 1901, est un cadeau de la reine au prince Albert pour son anniversaire en août 1844. Elle est apparue sur le marché de l’art dans les années 1960, puis à nouveau en 2019. 
Au Salon de Bruxelles de 1848, où Charles Van Meer envoie Le Marchand de gibier - qui recevra une médaille de vermeil - et deux œuvres intitulées Intérieur de cuisine, le critique Louis Van Roy reprend l'expression d'Antoine Wiertz, et considère que Charles Van Meer peint au « patientotype », c'est-à-dire avec une grande minutie : « les trois tableaux sont grands comme des tabatières. Il va sans dire que les coqs, les canards, les lièvres et les poulets peints par M. Van Meer sont très supérieurs aux figures de ses trois toiles, où les poils et les plumes peuvent se compter ». Commentant les mêmes œuvres exposées, le quotidien L'Indépendance belge publie cette critique : « M. Van Meer excelle à peindre les légumes. Ses carottes sont irréprochables, ses choux tromperaient l'œil exercé d'un lapin. L'artiste a exposé deux intérieurs de cuisine qui ne diffèrent que par la dimension. Dans tous les deux on trouve la même cuisinière entourée des mêmes accessoires[…]. Le Marchand de gibier rappelle Gérard Dou pour la disposition du sujet. Le marchand est devant une fenêtre cintrée sur le bord de laquelle sont étalés des perdreaux et des lèvres. M. Van Meer peint le gibier avec le même amour et la même conscience que les légumes ».

### Expositions

#### Belgique
- Salon d'Anvers de 1843 : Intérieur de cuisine avec figures et gibier et Un lièvre suspendu[8].
- Salon d'Anvers de 1846 : Perdrix suspendue, Intérieur de cuisine et Le Marchand de gibier[9].
- Salon de Bruxelles de 1848 : Le Marchand de gibier (médaille de vermeil) et deux œuvres intitulées Intérieur de cuisine[3].
- Salon de Bruxelles de 1851 : Intérieur de cuisine et Enfant faisant des bulles de savon[10].
- Salon d'Anvers de 1852 : Un marchand de gibier[11].
- Salon de Gand (XXIIe) de 1853 : Un intérieur de cuisine et Les Fumeurs[12].
- Salon de Bruxelles de 1854 : La Leçon de lecture et Le Retour du marché[13].
- Salon de Gand (XXIIIe) de 1856 : Adriaen Brouwer peignant dans un cabaret[14].
- Salon de Gand (XXIVe) de 1859 : Les Apprêts d'un repas et Fruits[15].
- Salon de Bruxelles de 1860 : Le Retour du braconnier et Gibier et légumes[16].
- Salon d'Anvers de 1861 : deux tableaux intitulés Gibier mort[17].

#### France
- Exposition universelle de 1855 : Le Marchand de gibier, Les Fumeurs, Le Retour du marché et La Leçon de lecture[18].